# Griburius larvatus
Griburius larvatus är en skalbaggsart som först beskrevs av Newman 1840.  Griburius larvatus ingår i släktet Griburius och familjen bladbaggar. Inga underarter finns listade i Catalogue of Life.